# 团穗薹草
团穗薹草（学名：Carex agglomerata）为莎草科薹草属下的一个种，是中国的特有植物。分布于中国大陆的陕西、四川、青海、甘肃等地，生长于海拔1,200米至3,200米的地区，一般生于山坡林下以及山谷阴湿处。

## 异名
- Carex agglomerata C. B. Clarke var. latifolia K. T. Fu
- Carex agglomerata C. B. Clarke var. rhizomata Y. C. Yang

## 扩展阅读
- 維基物種上的相關：团穗薹草